# Carter Burwell
Carter Benedict Burwell (New York, 18 novembre 1954) è un compositore statunitense, noto per la sua assidua collaborazione con i fratelli Coen.

## Biografia
Nato a New York, si diploma al King and Low-Heywood Thomas School di Stamford, nel Connecticut. Nel 1984, con il film Blood Simple - Sangue facile, inizia una proficua collaborazione con i fratelli Coen, componendo le musiche di tutti i loro film da Arizona Junior, Crocevia della morte fino a più recenti, il premio Oscar Non è un paese per vecchi e Burn After Reading - A prova di spia. Oltre alla collaborazione con i Coen, Burwell è noto anche per aver composto le musiche di molti altri film, tra cui Ipotesi di complotto, The Jackal, Velvet Goldmine, Essere John Malkovich, Onora il padre e la madre e Twilight. È membro di una band chiamata Thick Pigeon, di cui fa parte anche Stanton Miranda. La band ha all'attivo due album Too Crazy Cowboys e Miranda Dali. Nella colonna sonora, composta da Burwell per Psycho III, Miranda collabora come cantante.

## Filmografia

### Cinema
- Blood Simple - Sangue facile (Blood Simple), regia di Joel ed Ethan Coen (1984)
- Psycho III, regia di Anthony Perkins (1986)
- Arizona Junior (Raising Arizona), regia di Joel Coen (1987)
- Assalto al network (Pass the Ammo), regia di David Beaird (1988)
- Violenza alla deriva (The Beat), regia di Paul Mones (1988)
- Se hai un dubbio... prendine due (It Takes Two), regia di David Beaird (1988)
- Al diavolo il paradiso (Checking Out), regia di David Leland (1989)
- Crocevia della morte (Miller's Crossing), regia di Joel ed Ethan Coen (1990)
- Barton Fink - È successo a Hollywood (Barton Fink), regia di Joel Coen (1991)
- Amori di fuoco (Scorchers), regia di David Beaird (1991)
- Doc Hollywood - Dottore in carriera (Doc Hollywood), regia di Michael Caton-Jones (1991)
- Buffy l'ammazzavampiri (Buffy the Vampire Slayer), regia di Fran Rubel Kuzui (1992)
- Waterland - Memorie d'amore (Waterland), regia di Stephen Gyllenhaal (1992)
- Il mistero di Storyville (Storyville), regia di Mark Frost (1992)
- Voglia di ricominciare (This Boy's Life), regia di Michael Caton-Jones (1993)
- Kalifornia, regia di Dominic Sena (1993)
- Dangerous Woman - Una donna pericolosa (A Dangerous Woman), regia di Stephen Gyllenhaal (1993)
- Fusi di testa 2 - Waynestock (Wayne's World 2), regia di Stephen Surjik (1993)
- Mister Hula Hoop (The Hudsucker Proxy), regia di Joel ed Ethan Coen (1994)
- Può succedere anche a te (It Could Happen to You), regia di Andrew Bergman (1994)
- Airheads - Una band da lanciare (Airheads), regia di Michael Lehmann (1994)
- Bad Company, regia di Damian Harris (1995)
- Rob Roy, regia di Michael Caton-Jones (1995)
- In viaggio con Pippo (A Goofy Movie), regia di Kevin Lima (1995)
- Lo schermo velato (The Celluloid Closet), regia di Rob Epstein e Jeffrey Friedman (1995)
- Un giorno da ricordare (Two Bits), regia di James Foley (1995)
- Fargo, regia di Joel ed Ethan Coen (1996)
- Paura (Fear), regia di James Foley (1996)
- L'ultimo appello (The Chamber), regia di James Foley (1996)
- A casa di Joe (Joe's Apartment), regia di John Payson (1996)
- Romantici equivoci (Picture Perfect), regia di Glenn Gordon Caron (1997)
- Assassin(s), regia di Mathieu Kassovitz (1997)
- Ipotesi di complotto (Conspiracy Theory), regia di Richard Donner (1997)
- Le locuste (The Locusts), regia di John Patrick Kelley (1997)
- La formula (The Spanish Prisoner), regia di David Mamet (1997)
- The Jackal, regia di Michael Caton-Jones (1997)
- Demoni e dei (Gods and Monsters), regia di Bill Condon (1998)
- Il grande Lebowski (The Big Lebowski), regia di Joel Coen (1998)
- Velvet Goldmine, regia di Todd Haynes (1998)
- Hi-Lo Country (The Hi-Lo Country), regia di Stephen Frears (1998)
- The Corruptor - Indagine a Chinatown (The Corruptor), regia di James Foley (1999)
- La figlia del generale (The General's Daughter), regia di Simon West (1999)
- Essere John Malkovich (Being John Malkovich), regia di Spike Jonze (1999)
- Three Kings, regia di David O. Russell (1999)
- Mistery, Alaska (Mystery, Alaska), regia di Jay Roach (1999)
- Hamlet 2000 (Hamlet), regia di Michael Almereyda (2000)
- Da che pianeta vieni? (What Planet Are You From?), regia di Mike Nichols (2000)
- Prima che sia notte (Before Night Falls), regia di Reinaldo Arenas (2000)
- Il libro segreto delle streghe - Blair Witch 2 (Book of Shadows: Blair Witch 2), regia di Joe Berlinger (2000)
- Il destino di un cavaliere (A Knight's Tale), regia di Brian Helgeland (2001)
- L'uomo che non c'era (The Man Who Wasn't There), regia di Joel Coen (2001)
- Un sogno, una vittoria (The Rookie), regia di John Lee Hancock (2002)
- Searching for Paradise, regia di Myra Paci (2002)
- S1m0ne, regia di Andrew Niccol (2002)
- Il ladro di orchidee (Adaptation.), regia di Spike Jonze (2002)
- Prima ti sposo poi ti rovino (Intolerable Cruelty), regia di Joel Coen (2003)
- Ladykillers (The Ladykillers), regia di Joel ed Ethan Coen (2004)
- Alamo - Gli ultimi eroi (The Alamo), regia di John Lee Hancock (2004)
- Kinsey, regia di Bill Condon (2004)
- Fur - Un ritratto immaginario di Diane Arbus (Fur: An Imaginary Portrait of Diane Arbus), regia di Steven Shainberg (2006)
- L'imbroglio - The Hoax (The Hoax), regia di Lasse Hallström (2006)
- Non è un paese per vecchi (No Country for Old Men), regia di Joel ed Ethan Coen (2007)
- Onora il padre e la madre (Before the Devil Knows You're Dead), regia di Sidney Lumet (2007)
- In Bruges - La coscienza dell'assassino (In Bruges), regia di Martin McDonagh (2008)
- Burn After Reading - A prova di spia (Burn After Reading), regia di Joel ed Ethan Coen (2008)
- Twilight, regia di Catherine Hardwicke (2008)
- A Serious Man, regia di Joel ed Ethan Coen (2009)
- Nel paese delle creature selvagge (Where the Wild Things Are), regia di Spike Jonze (2009)
- The Blind Side, regia di John Lee Hancock (2009)
- Urlo (Howl), regia di Rob Epstein e Jeffrey Friedman (2010)
- Il Grinta (True Grift), regia di Joel ed Ethan Coen (2010)
- I ragazzi stanno bene (The Kids Are All Right), regia di Lisa Cholodenko (2010)
- The Twilight Saga: Breaking Dawn - Parte 1, regia di Bill Condon (2011)
- The Twilight Saga: Breaking Dawn - Parte 2, regia di Bill Condon (2012)
- 7 psicopatici (Seven Psychopaths), regia di Martin McDonagh (2012)
- Il quinto potere (The Fifth Estate), regia di Bill Condon (2013)
- Mr. Holmes - Il mistero del caso irrisolto (Mr. Holmes), regia di Bill Condon (2015)
- Legend, regia di Brian Helgeland (2015)
- Carol, regia di Todd Haynes (2015)
- Anomalisa, regia di Charlie Kaufman e Duke Johnson (2015)
- La famiglia Fang (The Family Fang), regia di Jason Bateman (2015)
- L'ultima tempesta (The Finest Hours), regia di Craig Gillespie (2016)
- Ave, Cesare! (Hail, Caesar!), regia di Joel ed Ethan Coen (2016)
- The Founder, regia di John Lee Hancock (2016)
- Tre manifesti a Ebbing, Missouri (Three Billboards Outside Ebbing, Missouri), regia di Martin McDonagh (2017)
- La stanza delle meraviglie (Wonderstruck), regia di Todd Haynes (2017)
- Vi presento Christopher Robin (Goodbye Christopher Robin), regia di Simon Curtis (2017)
- La ballata di Buster Scruggs (The Ballad of Buster Scruggs), regia di Joel ed Ethan Coen (2018)
- Missing Link, regia di Chris Butler (2019)
- L'inganno perfetto (The Good Liar), regia di Bill Condon (2019)
- Macbeth (The Tragedy of Macbeth), regia di Joel Coen (2021)
- Gli spiriti dell'isola (The Banshees of Inisherin), regia di Martin McDonagh (2022)
- Catherine (Catherine Called Birdy), regia di Lena Dunham (2022)
- To Catch a Killer - L'uomo che odiava tutti (To Catch a Killer), regia di Damián Szifrón (2023)
- Finestkind, regia di Brian Helgeland (2023)
- Drive-Away Dolls, regia di Ethan Coen (2024)
- Honey Don't!, regia di Ethan Coen (2025)

### Televisione
- Guerra al virus (And the Band Played On), regia di Roger Spottiswoode - film TV (1993)
- CBS Schoolbreak Special - serie TV, episodio 13x02 (1995)
- Mildred Pierce - miniserie TV, 5 episodi (2011)
- Enlightened - La nuova me (Enlightened) - serie TV, episodio 1x01 (2011)
- Olive Kitteridge - miniserie TV, 4 episodi (2014)
- The Morning Show - serie TV, 20 episodi (2019-2021)
- Space Force - serie TV, 10 episodi (2020)

## Riconoscimenti
- Premio Oscar
  - 2016 - Candidatura alla miglior colonna sonora per Carol
  - 2018 - Candidatura alla miglior colonna sonora per Tre manifesti a Ebbing, Missouri
  - 2023 - Candidatura alla miglior colonna sonora per Gli spiriti dell'isola

- Golden Globe
  - 2010 - Candidatura alla miglior colonna sonora per Nel paese delle creature selvagge
  - 2016 - Candidatura alla miglior colonna sonora per Carol
  - 2023 - Candidatura alla miglior colonna sonora per Gli spiriti dell'isola

- Premio BAFTA
  - 2001 - Candidatura alla miglior colonna sonora per Fratello, dove sei?
  - 2023 - Candidatura alla miglior colonna sonora per Gli spiriti dell'isola

- Premio Emmy
  - 2011 - Candidatura alla miglior musica di sigla in una miniserie, film tv o special per Mildred Pierce
  - 2011 - Miglior colonna sonora in una miniserie, film o special per Mildred Pierce

- Annie Award
  - 2016 - Candidatura alla miglior colonna sonora in un film d'animazione per Anomalisa

- Satellite Award
  - 2009 - Candidatura alla miglior colonna sonora per Nel paese delle creature selvagge
  - 2016 - Miglior colonna sonora per Carol
  - 2018 - Candidatura alla miglior colonna sonora per La stanza delle meraviglie
  - 2023 - Candidatura alla miglior colonna sonora per Gli spiriti dell'isola